# Алшибая, Михаил Михайлович
Михаил Михайлович (Дурмишханович) Алшибая — российский кардиохирург, профессор (1998), доктор медицинских наук, руководитель отделения коронарной хирургии Научного центра сердечно-сосудистой хирургии им. А. Н. Бакулева РАМН. Известный коллекционер живописи.

## Биография
Родился 15 января 1958 года в Батуми. Отец, Дурмишхан Алшибая, и мать — медики.
С 1982 года работает в «Научном центре сердечно-сосудистой хирургии им. А. Н. Бакулева РАМН».
Тема диссертации: «Хирургическое лечение больных ИБС с поражением брахицефальных артерий» (1999).

Автор более 250 научных статей, 4 монографий, в том числе «Очерки истории коронарной хирургии» (2002), «Руководство по кардиологии для студентов мединститутов».
«Я получаю удовлетворение тогда, когда мне удается помочь».
Область клинических интересов:
- Коронарная и сосудистая хирургия,
- сочетанные операции на коронарных и брахиоцефальных артериях,
- эндартерэктомия из коронарных артерий,
- вспомогательное кровообращение в хирургии ИБС.

## Благотворительность
Михаил Алшибая является членом попечительского совета московского благотворительного фонда помощи хосписам «Вера».

## Коллекционер
Алшибая — известный в России коллекционер живописи, собирать начал в советское время, интересовался «неофициальным искусством», нонконформизмом, произведениями, создававшимися с 1960-х годов. Собирает работы исключительно «современного искусства»: от художников эпохи «оттепели» и предперестроечного московского андеграунда до Олега Кулика и Владислава Мамышева-Монро.
Коллекция Михаила Алшибая на 2014 год насчитывала порядка 6 тысяч произведений.
Выставки собрания (избранное):
- 2008: Музей частных коллекций, совместная выставка из собраний Михаила Алшибая и Марка Курцера «50 на 50».
- 2014: Музейный центр Российского государственного гуманитарного университета (РГГУ), в рамках проекта «Другое искусство» выставка «Новая жизнь „Другого искусства“», составленная из работ коллекции Алшибая[9].